# Filandre
Els filandres (Philander) són un gènere de marsupials de l'ordre dels didelfimorfs. Tenen unes taques blanques sobre els ulls que des de lluny poden semblar un segon parell d'ulls.